# Uzdrowiska w Krakowie
Na terenie Krakowa działają dwa uzdrowiska:
- Swoszowice – dwa źródła wody leczniczej Zdrój Główny i Napoleon, które dostarczają unikatowych wód mineralnych bogatych w anion siarczanowy, anion wodorowęglanowy, kation wapniowy, kation magnezowy. Zawartość siarki w wodach klasyfikuje Swoszowice na 5. miejscu na świecie, a 4. w Europie. W uzdrowisku leczy się także schorzenia reumatyczne za pomocą kąpieli z wykorzystaniem wód siarczanych i borowiny.
- Mateczny – na terenie parku zdrojowego są trzy ujęcia wody: M-3 (o głębokości 62,2 m), M-4 (36 m) i Geo-2A (37,5 m). Jest to woda mineralna siarczanowo-chlorkowo-sodowo-wapniowo-magnezowa[potrzebny przypis].

## Historia

### Uzdrowisko Swoszowice
Kalendarium:

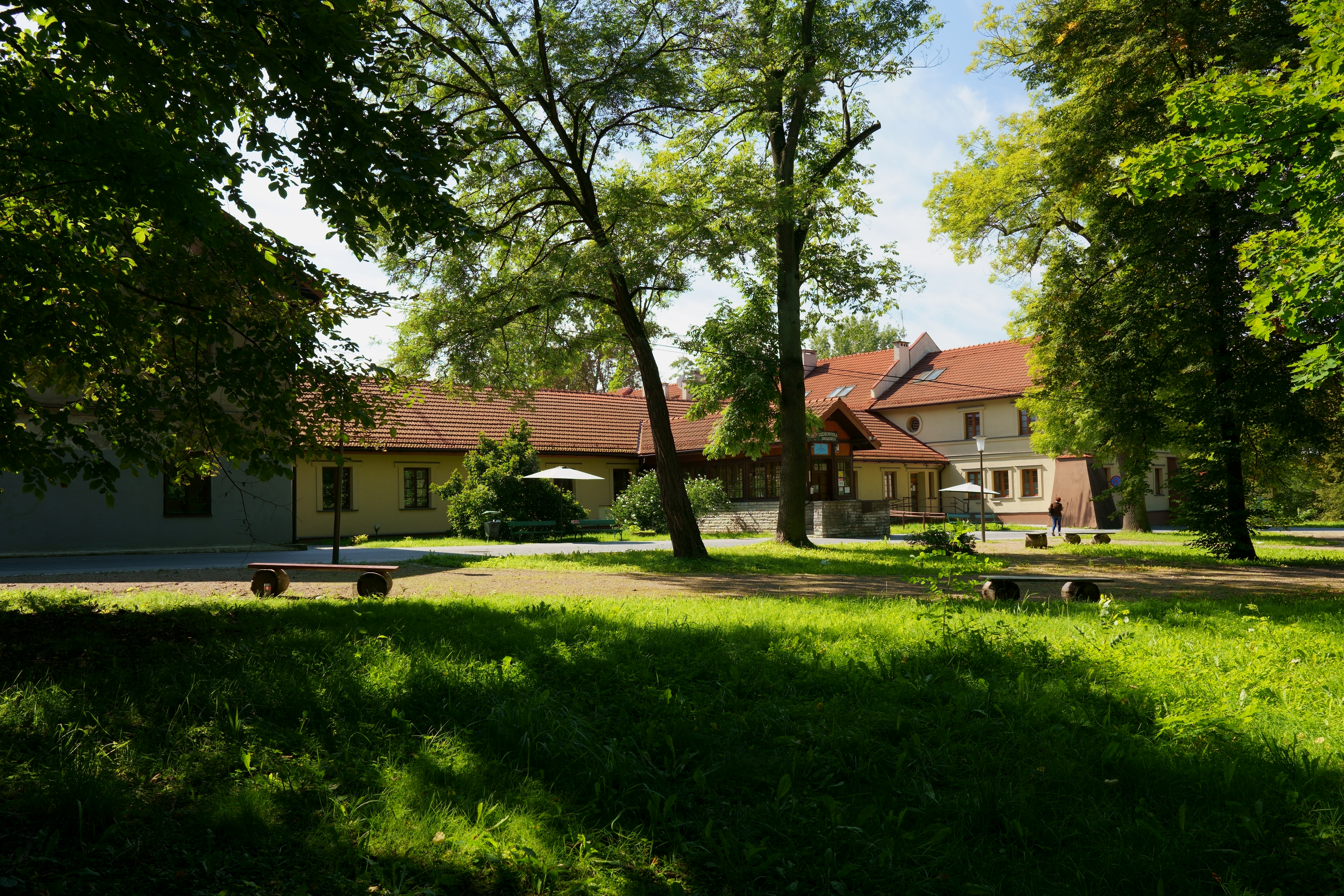
Uzdrowisko Swoszowice

- 1807 – profesor UJ Feliks Radwański kupił Swoszowice; budowa Łazienek i wytyczenie terenu dla Parku Uzdrowiskowego
- 1811 – uzdrowisko zostało oficjalnie otwarte (prowadziło działalność do 1831 r.)
- 1840 – pierwsza naukowa analiza wód mineralnych ze Swoszowic
- 1859 – Zdrój i przyległe tereny zostały zakupione przez Spółkę Zdrojowisk Krajowych utworzoną z inicjatywy dr. Józefa Dietla
- 1875 – doprowadzenie do Swoszowic linii kolejowej
- 1918–1939 – odbudowa i rozbudowa uzdrowiska
- 1945 – nacjonalizacja uzdrowiska
- 1950–1960 – prowadzenie analiz naukowych wód mineralnych przez Instytut Balneologiczny w Szczawnie-Zdroju oraz przez Uniwersytet Jagielloński w Krakowie
- 1973 – rejestracja P.P. Zespół Uzdrowisk Krakowskich. Włączenie Swoszowic w granice administracyjne Miasta Krakowa.
- 1974 – nadanie Swoszowicom statusu Uzdrowiska przez Urząd Miasta Krakowa.
- 1999 – komercjalizacja Zespołu Uzdrowisk Krakowskich. Przekształcenie przedsiębiorstwa państwowego w spółkę akcyjną ze 100% udziałem Skarbu Państwa.
- 2007 – zmiana formy prawnej i nazwy na Uzdrowisko Kraków Swoszowice Sp. z o.o.
- 2010–2014 – STP Investment został jedynym właścicielem uzdrowiska, wykupując całość udziałów[2][3].

### Uzdrowisko Mateczny

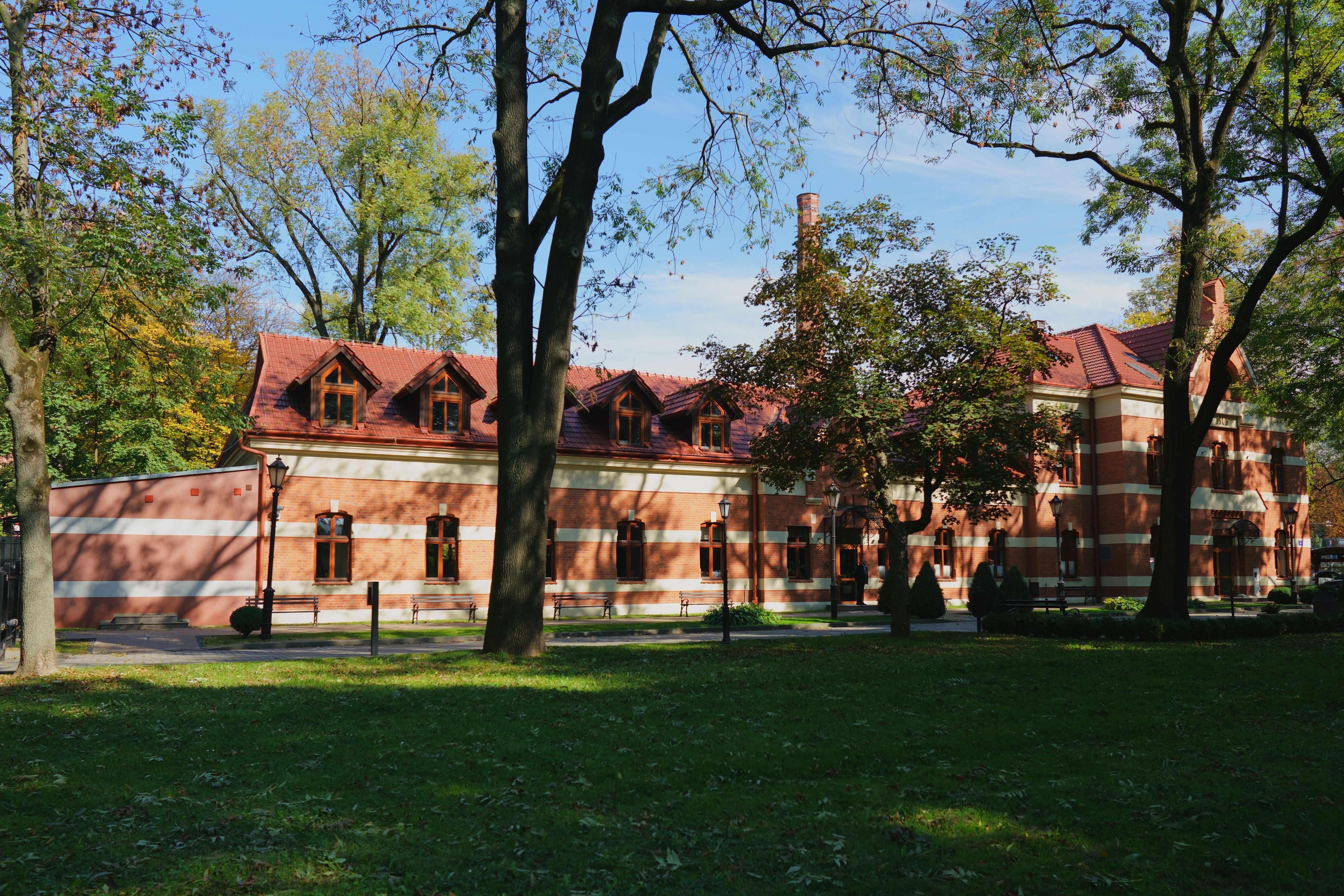
Uzdrowisko Mateczny

W 1898 roku na posesji inż. Antoniego Matecznego na głębokości 36 metrów odkryto leczniczą wodę mineralną. Potwierdziły to badania Instytutu Balneologicznego w Wiedniu oraz instytutu doktora Odona Bujwida w Krakowie.
W 1905 uruchomiono Zakład Kąpielowy Wody Siarczano-Solankowej, który czynny był do II wojny światowej. Corocznie w sezonie letnim korzystało z kąpieli około 400 kuracjuszy. Zakład miał dyżurnego lekarza i wykwalifikowane kąpielowe. Oprócz mieszkańców Krakowa, z kuracji w zakładzie korzystali również goście z dalszych stron. Pacjentami zakładu byli m.in. w 1907 roku baron Götz-Okocimski, a rok później arcyksiążę Habsburg z Żywca. Codziennie na Rynku Podgórskim czekał rano konny omnibus, który dowoził gości do zakładu. Później, gdy zbudowano linię tramwajową, można było dojechać wprost pod bramę wejściową do parku zdrojowego za pomocą linii miejskiej kolei elektrycznej oznaczonej liczbą 6 – jak podawała ówczesna ulotka reklamowa Zakładu Kąpielowego.
Podczas wojny Niemcy urządzili w tym miejscu produkcję gumy syntetycznej. Po wojnie była tam mała fabryka gumy. Po jej zamknięciu miejscu przywrócono pierwotny charakter. Uzdrowisko zostało upaństwowione w 1952 – Zakład Kąpielowy Matecznego przejęła Dyrekcja Uzdrowiska Swoszowice, która przystąpiła do generalnego remontu.
Zespół Uzdrowisk Krakowskich oferował szereg zabiegów leczniczych opartych na dobroczynnych właściwościach siarczkowo-solankowej wody mineralnej. Na terenie parku uruchomiono również w 1969 rozlewnię wody mineralnej Krakowianka. Woda ta ma wysoką mineralizację (ok. 3000 mg/l składników mineralnych), dużą zawartość magnezu (ok. 100 mg/l), wapnia (ok. 200 mg/l) i siarczanów (ok. 1200 mg/l), umiarkowaną ilość soli NaCl (ok. 1000 mg/l), niską zawartość wodorowęglanów (ok. 340 mg/l) oraz w śladowych ilościach selen.
W związku z odzyskaniem przez spadkobierców Matecznego, Zespół Uzdrowisk Krakowskich utracił prawo do tej posiadłości i swoją działalność skoncentrował na Uzdrowisku Swoszowice, gdzie przeniósł siedzibę. W roku 2003 posiadłość tę nabyła od spadkobierczyni spółka IPR.

## Działalność

### Uzdrowisko Swoszowice
Woda mineralna w Swoszowicach jest jednorodna chemicznie. Jest to woda siarczanowo-wodorowęglanowo-wapniowo-magnezowa, o ogólnej mineralizacji 2,51 g/dm³. Wśród anionów występują głównie: siarczanowy i wodorowęglanowy, wśród kationów – wapniowy i magnezowy. Woda ta zawiera 60–80 mg/dm³ siarkowodoru.
Uzdrowisko specjalizuje się w leczeniu i profilaktyce schorzeń:
- reumatologicznych,
- pourazowych i pooperacyjnych narządu ruchu,
- wybranych neurologicznych,
- wszystkie postacie gośćca łuszczycowego.

Zabiegi bodźcowe wykonywane na bazie wód siarczkowych oraz peloidów:
- kąpiele siarczkowe,
- zabiegi borowinowe.

Zabiegi uzupełniające:
- hydroterapia,
- fizykoterapia,
- kinezyterapia,
- masaż.

### Uzdrowisko Mateczny
W zabytkowych obiektach wzniesionych przez Antoniego Matecznego oferowane były przez firmę Relax Care zabiegi odnowy biologicznej i balneologii. Można było skorzystać z krioterapii oraz szeregu zabiegów relaksacyjnych. Leczyło się schorzenia reumatologiczne i choroby pourazowe narządów ruchu.
Zakład Przyrodoleczniczy na Matecznym jest w remoncie (pierwotnie planowany był do końca 2012 roku).
W dalszej perspektywie planowana jest budowa pijalni i rozlewni wody mineralnej.